# MGC パイソン
MGC パイソンはMGCが発売した亜鉛合金製モデルガンおよびABS樹脂製モデルガン。

## モデル
モデルはコルト社のPYTHON 357Magnumである。

## 初代モデル
MGC初期のモデルガンとして発売された。最初期は昭和46年規制前の銃腔の空いている黒色モデルである。
法規制、自主規制を経てsmモデル、smGモデルが存在する。
現在は製造中止となっており廃版モデルである。

### バリエーション
- カタログモデル
  - 2.5インチ - サービスサイズグリップ装備。
  - 4インチ - オーバーサイズグリップ装備。
- 製品改良バリエーション
  - sm期までリアサイト左右調整スクリュー装備
- カスタム
  - 6インチ - MGC直営店限定のカスタム。月刊Gunにてライターの根本忠が『金属モデルに6インチは存在しない』と書いたところ、若かりし頃の漫画家の秋本治が『カスタムとして6インチがあったはず』という意見を送り、投稿を採用されたことがある。

## 2代目モデル
MGC創立20周年記念モデルガンとして発売された。発売当初の商品名はニューポリスパイソン。
現在でも新日本模型名義で不定期に製造販売されている。（2011年新日本模型が最終生産を発表し2017年現在新規の生産は行われていない。）

### バリエーション
- カタログモデル
  - 2.5インチ - オーバーサイズグリップ装備。
  - 4インチ - オーバーサイズグリップ装備。
  - 6インチ - オーバーサイズグリップ装備。
- 材質／仕上げバリエーション
  - スチールブルー(ABS樹脂標準仕様)
  - サテンフィニッシュ(ABS樹脂つや消し仕様)
  - シルバーフィニッシュ(ABS樹脂ニッケルメッキ)
  - HW樹脂
  - SRHW樹脂
- 製品改良バリエーション
  - 初期型：バレル1枚インサート縦 - SPG規格前の初期型。インサート前面はマズル奥に位置する。
  - SPG1型：バレルインサート縦＋基部インサート横 - SPG規格施行直後。バレルインサート縦はブルーイング処理した鉄板を使用。インサート前面はマズル奥に位置する。
  - SPG2型：バレルインサート縦＋基部インサート横 - SPG規格改良試験版。バレルインサート縦はブルーイング処理した鉄板を使用。インサート前面はマズル奥に位置するが、マズル面にスリーブ＋インサートの識別インサートを圧入。
  - SPG3型：バレルインサート縦＋基部インサート横 - SPG規格施行後改良版。バレルインサート縦はメッキ処理した鉄板を使用。インサート前面はマズル面に位置する。
  - HW以降:バレルインサート横＋基部インサート横 - メダリオン変更。
- カスタム
  - PPCカスタム 4インチ - 直営店限定カスタム。角バレル、ボーマーリブ、ローズウッド製グリップ
  - PPCカスタム 6インチ - 直営店限定カスタム。角バレル、ボーマーリブ、ローズウッド製グリップ
  - PPCカスタム 8インチ - 直営店限定カスタム。角バレル、ボーマーリブ、ローズウッド製グリップ
  - 8インチ - イベント限定カスタム。
  - PPCカスタム6インチ(HW) - ニューMGC限定カスタム。丸バレル、真鍮削りだしボーマーリブ。いくつかバリエーションあり。
  - PPCカスタム4インチ(HW) - ニューMGC限定カスタム。丸バレル、真鍮削りだしボーマーリブ。いくつかバリエーションあり。
  - ハンターカスタム8インチ(HW) - ニューMGC限定カスタム。
  - オフィシャルポリス6インチ(HW) - ニューMGC限定カスタム。
  - オフィシャルポリス4インチ(HW) - ニューMGC限定カスタム。
  - オフィシャルポリス2インチ(HW) - ニューMGC限定カスタム。

## テレビ・映画
プロップガンとしていくつもの番組に登場した。
- 蘇える金狼 - 松田優作(4インチ)
- 薔薇の標的 - 舘ひろし(4インチ)
- 西部警察 - 舘ひろし(PPCカスタム4インチ)、三浦友和(4インチ)
- あぶない刑事 - 柴田恭兵(2.5インチ)*中期のみ、仲村トオル(4インチ)*映画版のみ
- 大追跡 - 沖雅也(6インチ)
- 大捜査線 - 杉良太郎(6インチ)
- 太陽にほえろ! - 山下真司、渡辺徹(4インチ)、三田村邦彦、金田賢一、寺尾聰(2.5インチ)